# Saint-Martin-sur-la-Chambre
Saint-Martin-sur-la-Chambre este o comună în departamentul Savoie din sud-estul Franței. În 2009 avea o populație de 448 de locuitori.

## Evoluția populației
| An        | 1975 | 1982 | 1990 | 1999 | 2006 | 2009 |
| --------- | ---- | ---- | ---- | ---- | ---- | ---- |
| Populație | 354  | 408  | 420  | 416  | 448  | 448  |